# Arruda dos Vinhos (gemeente)
Arruda dos Vinhos is een plaats en gemeente in het Portugese district Lissabon.
De gemeente heeft een totale oppervlakte van 78 km² en telde 10.350 inwoners in 2001.

## Plaaten in de gemeente
- Arranhó
- Arruda dos Vinhos
- Cardosas
- Santiago dos Velhos